# Georg Lai
Georg Lai (geboren am 6. September 1911 in Pegnitz; gestorben nach dem 26. Oktober 1942 vermutlich im Konzentrationslager Auschwitz) war ein deutscher Angestellter sowie Gegner und Opfer des Nationalsozialismus.

## Leben und Wirken
Lai entstammte einer Arbeiterfamilie aus der oberfränkischen Stadt Pegnitz, wo er im Haus Am Zipser Berg 15 aufwuchs. Er hatte mindestens einen Bruder (Wilhelm Lai) und eine Schwester. 
Er arbeitete als Technischer Angestellter in Nürnberg, wo er in der Tafelfeldstr. 69 wohnte. Anfang August 1940 wurde er dort aus politischen Gründen („vermutlich ... wegen illegaler kommunistischer Tätigkeit“) von der Gestapo verhaftet. Als Geisel für seinen im Widerstand tätigen Bruder Wilhelm wurde er als „Schutzhäftling“ in das Konzentrationslager Dachau gebracht und am 10. August 1940 unter der Häftlingsnummer 14280 registriert. Bald darauf wurde er in das Außenlager Bad Tölz überstellt, ein  Arbeits-Straflager, in dem die Häftlinge unter schlechten Bedingungen bei unzureichender Ernährung arbeiten mussten. Wegen eines Magengeschwürs wurde Lai in das KZ Dachau zurückgeschickt. Am 18. März 1941 wurde das Geschwür operativ entfernt.
Mehrfach wurde Lai wieder in das Außenlager nach Bad Tölz und zweimal zurück nach Dachau gebracht. Am 26. Oktober 1942 wurde der offenbar nicht mehr „verwendungsfähige“ Häftling in das KZ Auschwitz verlegt, wo sich seine Spur verliert. Anderen Angaben zufolge wurde er einem Bewährungsbataillon zugeteilt und 1945 wegen „Meuterei“ standrechtlich erschossen.

## Sonstiges
Georg Lais Bruder Wilhelm fiel am 16. Oktober 1942 in Frankreich in die Hände der deutschen Besatzer. Am 1. Juli 1943 wurde er in Berlin vom Volksgerichtshof wegen Hoch- und Landesverrats zum Tode verurteilt und am 21. September 1943 im Gefängnis München-Stadelheim hingerichtet.